# 馬信 (東寧)
馬信（？—1662年），字子玉，陝西西安人，鄭成功的親信大將，封建威伯。在荷蘭史料中被稱為馬本督（Bepontok）。

## 生平
馬信原是滿清台州副將。永曆九年（1655年）十二月，帶領所屬軍隊前來歸附鄭成功，鄭成功授予他「中權鎮」的軍職，並持有「征虜將軍印」。後又晉封「建威伯」。永曆十三年（1659年），跟隨鄭成功北伐金陵，敗戰無果。(朱舜水集，與安東守約書一略云：…逆虜扼江而守，列炮如星。馬玉老擐甲直衝，一鼓登陴。虜騎所稱彍悍驍雄者，殲夷略盡。…提督馬玉老雄豪激烈，吐氣吞胡...瑜欲附船仍還貴國，往見主者馬玉老，一見奮詞，責成大義。…）鄭成功退返思明（今廈門）後，馬信奉命負責北洋（思明以北）的軍務。永曆十五年（1661年），鄭成功有意東征大員做為基地，馬信與楊朝棟在諸將反對的情況下贊成這個想法。因此，馬信在攻佔台灣的戰役裡被拔擢為先鋒。鄭軍圍攻熱蘭遮城時，獨以馬信率領的提督親軍驍騎來圍城，其餘諸鎮皆分屯墾南北二路，「馬本督」（Bepontok）之名因而流傳於荷蘭軍方。荷蘭降鄭，鄭成功於安平鎮開國建都，實行嚴刑峻法，馬信曾進諫「立國之初，宜用寬典」。鄭成功薨殂不久之後，馬信悲傷染疾過世，從祀延平郡王祠東廡。

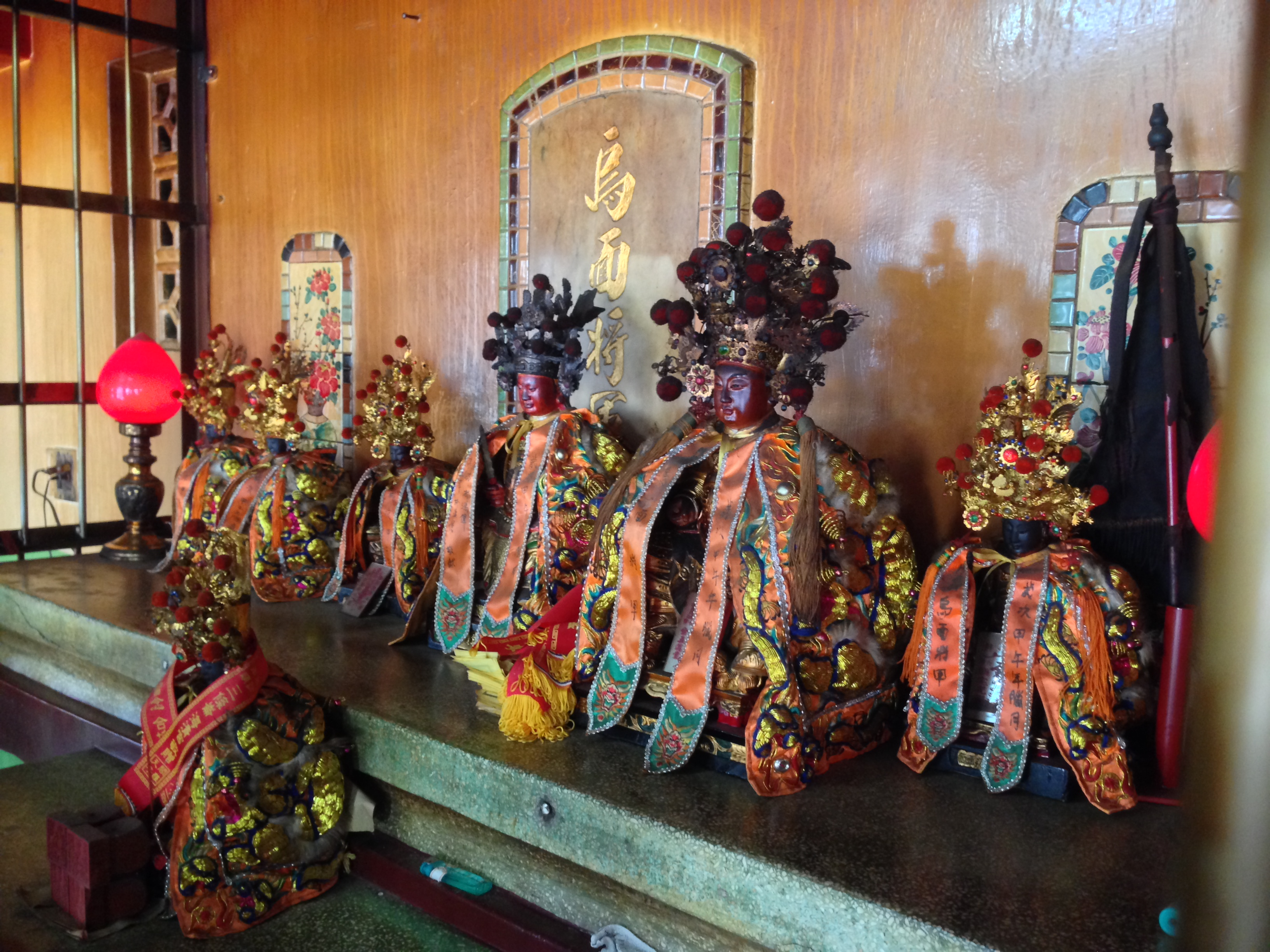
馬信曾被認為是烏面將軍廟的烏面將軍。

1964年臺南市立初級女子中學（今臺南市立中山國民中學，鄰近五妃廟）於進行運動場擴建工程時發現了多個骨灰罈，根據統計共發現約1067具骨骸，其中有馬信及白馬將軍謝永常及日本軍人吉元小造大佐遺骨，由當時校長張池龍代為建慶隆廟供奉，如今遷葬到慶隆廟後方的墓塚。